# Wenzel Raimund Birck
Wenzel Raimund Birck (ou Wenzel Raimund Johann Birckh), né le 27 juin 1718 à Vienne et mort le 17 juillet 1763 dans sa ville natale, est un compositeur autrichien du début de la période classique.

## Biographie
La biographie de Wenzel Raimund Birck (qui est également connu sous les noms de Birk, Birckh, Pirck, Pirckh, Pürk et Pürck,,,) est mal connue.
Né le 27 juin 1718 à Vienne dans l'archiduché d'Autriche,,,,,, Birck est boursier de la cour de Vienne (hofscholar) de 1736 à 1739, suit des cours théoriques de musique avec le compositeur de la cour Matteo Palotta et des cours pratiques de jeu d'orgue avec le chef d'orchestre de la cour Johann Joseph Fux,,.
En 1739, Birck succède à Georg Reutter l'aîné au poste d'organiste de la cour impériale, une position qu'il gardera jusqu'à sa mort,,,,,,.
Il est également le professeur de musique de l'empereur Joseph II et de deux autres fils de l'impératrice Marie-Thérèse,, : la page de titre de son Trattenimenti per Clavicembalo, publié à Vienne en 1757, identifie en effet Birck comme Maestro di Tre Serenissimi Arciduchi.
Aux côtés de Georg Christoph Wagenseil et de Georg Matthias Monn, Wenzel Raimund Birck fait partie des premiers compositeurs à promouvoir la symphonie classique à Vienne, dans le cadre de l'école préclassique de Vienne (Wiener Vorklassiker Schule ou Frühe Wiener Schule en allemand), qui fut un des principaux centres de la musique pré-classique aux côté de l'école de Mannheim.
Wenzel Raimund Birck meurt le 17 juillet 1763 à Vienne,,.

## Œuvre

### Écrits
- Traité Trattenimenti per Clavicembalo (Vienne 1757)[13],[15],[17]

### Compositions musicales
- 27 symphonies[13] dont la Sinfonia a quattro, en sol majeur à 2 violini, viola e basso (vers 1760)[7]

- 12 sonates (toutes de style baroque)[13]dont la Sonata con trombe e timpani en ut majeur[7]

- 16 quatuors à cordes[13]

- 3 partitas[13] dont la Parthia ex F a 4, für 2 Violinen, Viola und b.c.[18]

- Regina Coeli[7]